# Боса, Ник
Николас Джон Боса (англ. Nicholas John Bosa, 23 октября 1997, Форт-Лодердейл, Флорида) — профессиональный американский футболист, выступающий на позиции дифенсив энда в клубе НФЛ «Сан-Франциско Фоти Найнерс». Обладатель награды Новичку года в защите по итогам сезона 2019 года. По итогам голосования был выбран для участия в Матче всех звёзд лиги, но не сыграл в нём из-за выхода «Сан-Франциско» в Супербоул. Третий представитель семьи Боса в НФЛ после своего отца Джона и старшего брата Джоуи.

## Биография

### Ранние годы
Ник родился 23 октября 1997 года в семье бывшего профессионального футболиста Джона Босы и его супруги Шерил. Также на профессиональном уровне выступал его дядя Эрик Кумероу. Старший брат Ника, Джоуи, в 2016 году был задрафтован клубом «Сан-Диего Чарджерс». Он учился в католической школе имени святого Фомы Аквинского, четыре года был игроком стартового состава её футбольной команды, три раза выигрывал чемпионат штата. На момент выпуска по версиям ESPN, Scout.com и 247Sports считался лучшим ди-эндом в стране.

### Любительская карьера
После окончания школы Боса поступил в университет штата Огайо, где ранее учились его дядя и старший брат. В турнире NCAA он дебютировал в сезоне 2016 года, в играх за команду сделал пять сэков и стал вторым в её составе по этому показателю. В 2017 году Ник стал лидером команды по количеству захватов с потерей ярдов и сэков. Он получил награду Лучшему линейному защиты в конференции Big-10, был включён в её символическую сборную. В сезоне 2018 года из-за полученной в сентябре травмы Боса сыграл всего три матча. Он перенёс операцию, а спустя месяц заявил об отказе от выступлений за «Огайо Стейт» в 2019 году и начале подготовки к выходу на драфт Национальной футбольной лиги.

#### Статистика выступлений в NCAA
| Сезон | Команда            | Игры | Захваты | Захваты | Захваты | Захваты | Захваты | Перехваты | Перехваты | Перехваты | Перехваты | Перехваты | Фамблы | Фамблы | Фамблы | Фамблы |
| Сезон | Команда            | Игры | Solo    | Ast     | Tot     | Loss    | Sk      | Int       | Yds       | Y/R       | TD        | PD        | FR     | Yds    | TD     | FF     |
| ----- | ------------------ | ---- | ------- | ------- | ------- | ------- | ------- | --------- | --------- | --------- | --------- | --------- | ------ | ------ | ------ | ------ |
| 2016  | Огайо Стейт Бакайс | 12   | 17      | 12      | 29      | 7,0     | 5,0     | 0         | 0         | 0,0       | 0         | 0         | 0      | 0      | 0      | 0      |
| 2017  | Огайо Стейт Бакайс | 14   | 19      | 15      | 34      | 16,0    | 8,5     | 0         | 0         | 0,0       | 0         | 2         | 0      | 0      | 0      | 0      |
| 2018  | Огайо Стейт Бакайс | 3    | 11      | 3       | 14      | 6,0     | 4,0     | 0         | 0         | 0,0       | 0         | 0         | 0      | 0      | 1      | 1      |
| Всего | Всего              | 29   | 47      | 30      | 77      | 29,0    | 17,5    | 0         | 0         | 0,0       | 0         | 2         | 0      | 0      | 1      | 1      |

### Профессиональная карьера

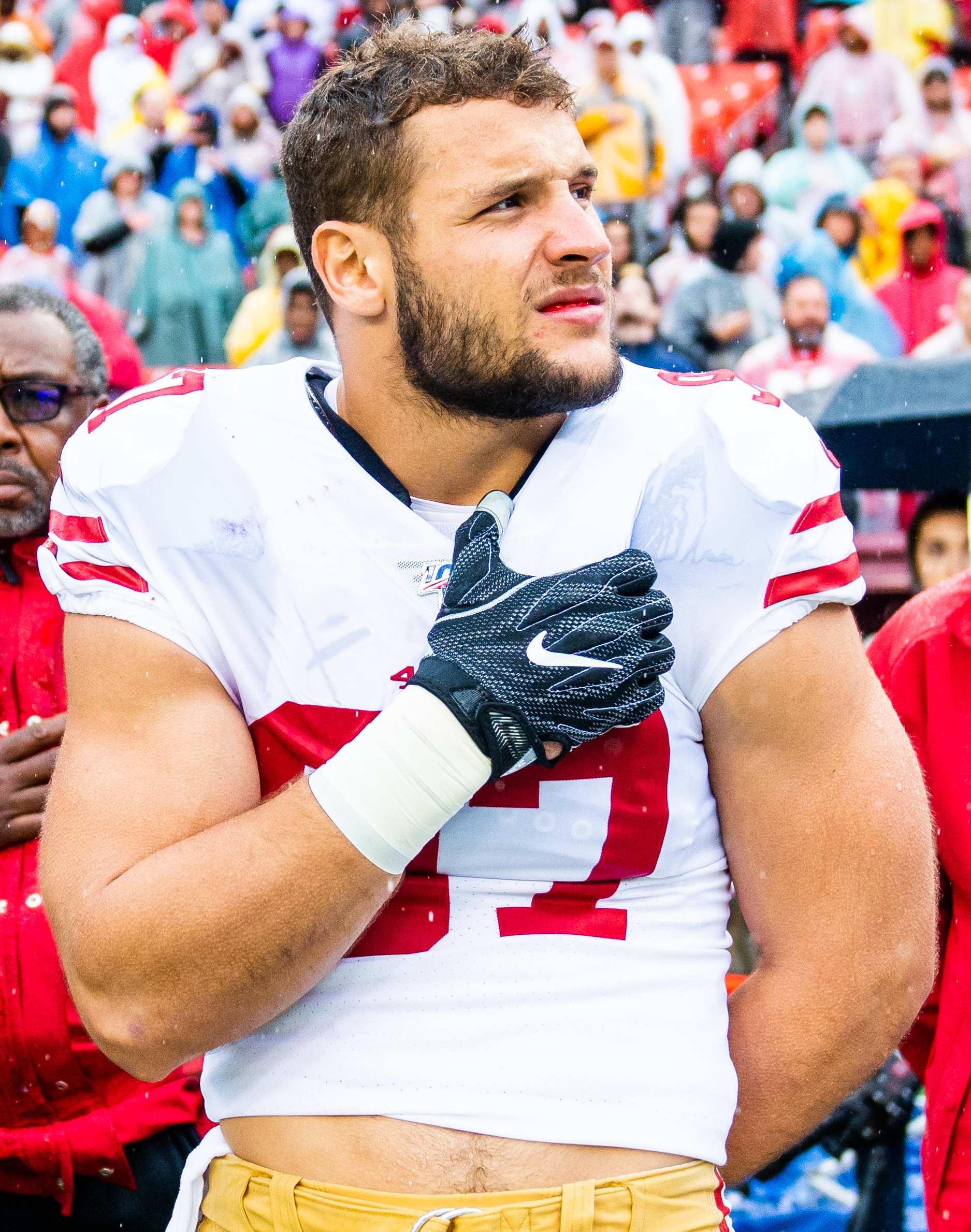
Боса перед игрой против «Вашингтон Редскинс», 20 октября 2019 года.

Перед драфтом НФЛ 2019 года Ник считался одним из самых перспективных молодых игроков. Его сильными сторонами назывались физическая сила, мощный стартовый рывок, способность контролировать ситуацию на линии скриммиджа и нарушать планы соперника после прорыва в бэкфилд. Опасения среди экспертов вызывали лишь возможные последствия травмы, полученной им осенью 2018 года. В числе команд, которым мог бы быть интересен Боса, назывались «Аризона Кардиналс», «Сан-Франциско Фоти Найнерс», «Нью-Йорк Джетс» и «Окленд Рэйдерс».
На драфте Боса был выбран «Сан-Франциско» под общим вторым номером. В июле он подписал с клубом четырёхлетний контракт на общую сумму 33,5 млн долларов. По условиям соглашения у клуба есть право продлить соглашение на пятый сезон. С начала сезона он стал одним из ключевых игроков команды. В регулярном чемпионате Боса принял участие во всех шестнадцати играх «Сан-Франциско», четырнадцать из них начал в стартовом составе. Он также сыграл в трёх матчах плей-офф, в том числе в Супербоуле LIV. На поле Ник провёл 790 розыгрышей. Он стал лучшим в команде по количеству атак на квотербеков соперника и побил рекорд лиги для по количеству оказанных давлений на квотербека. Также Ник стал третьим в истории лиги новичком, сделавшим в одном матче три сэка и перехват. В декабре он стал одним из четырёх игроков «Сан-Франциско», выбранных для участия в Пробоуле. После выхода команды в Супербоул его заменил игрок «Миннесоты» Эверсон Гриффен. По итогам чемпионата Боса был признан Новичком года в защите по версии Associated Press. За него проголосовало 43 из 50 опрошенных экспертов. Также он получил неофициальные награды Новичку года в защите по версиям Ассоциации футбольных журналистов Америки и компании Pepsi. 

#### Статистика выступлений в НФЛ

##### Регулярный чемпионат
| Сезон | Команда                    | Игры | Захваты | Захваты | Захваты | Захваты | Захваты | Перехваты | Перехваты | Перехваты | Перехваты | Перехваты | Фамблы | Фамблы | Фамблы | Фамблы |
| Сезон | Команда                    | Игры | Solo    | Ast     | Tot     | Loss    | Sk      | Int       | Yds       | Y/R       | TD        | PD        | FR     | Yds    | TD     | FF     |
| ----- | -------------------------- | ---- | ------- | ------- | ------- | ------- | ------- | --------- | --------- | --------- | --------- | --------- | ------ | ------ | ------ | ------ |
| 2019  | Сан-Франциско Фоти Найнерс | 16   | 32      | 15      | 47      | 16      | 9,0     | 1         | 46        | 46,0      | 0         | 2         | 2      | 6      | 0      | 1      |
| Всего | Всего                      | 16   | 32      | 15      | 47      | 16      | 9,0     | 1         | 46        | 46,0      | 0         | 2         | 2      | 6      | 0      | 1      |

##### Плей-офф
| Сезон | Команда                    | Игры | Захваты | Захваты | Захваты | Захваты | Захваты | Перехваты | Перехваты | Перехваты | Перехваты | Перехваты | Фамблы | Фамблы | Фамблы | Фамблы |
| Сезон | Команда                    | Игры | Solo    | Ast     | Tot     | Loss    | Sk      | Int       | Yds       | Y/R       | TD        | PD        | FR     | Yds    | TD     | FF     |
| ----- | -------------------------- | ---- | ------- | ------- | ------- | ------- | ------- | --------- | --------- | --------- | --------- | --------- | ------ | ------ | ------ | ------ |
| 2019  | Сан-Франциско Фоти Найнерс | 3    | 11      | 4       | 15      | 3       | 4,0     | 0         | 0         | 0,0       | 0         | 2         | 0      | 0      | 0      | 1      |
| Всего | Всего                      | 3    | 11      | 4       | 15      | 3       | 4,0     | 0         | 0         | 0,0       | 0         | 2         | 0      | 0      | 0      | 1      |